# Нечаева, Людмила Тимофеевна
Людмила Тимофеевна Нечаева (род. 6 сентября 1945 года в Москве) — российский лингвист, кандидат филологических наук, доктор педагогических наук.

## Биография
Родилась в семье военнослужащего. Отец — Нечаев Тимофей Петрович, мать — Нечаева Ася Исаковна. Окончила отделение теоретической и прикладной лингвистики филологического факультета МГУ в 1968 году. По окончании МГУ приступила к преподавательской деятельности. С 1992 года преподает в Институте стран Азии и Африки МГУ, возглавляет научно-исследовательскую лабораторию «Восточные языки в средней школе».

## Область исследований
Кандидатская диссертация (1974) Л. Т. Нечаевой была посвящена вопросам синтаксиса японского языка, в частности, однородным сказуемым. Л. Т. Нечаева — автор и соавтор большого количества учебных пособий по практическому японскому языку, статей по лингвистике японского диалога.
Докторская диссертация (2000) посвящена теории учебника по японскому языку. Автор статей по отдельным вопросам методики обучения японскому языку. Учебники по японскому языку Л. Т. Нечаевой включены в учебные программы ведущих ВУЗов России и стран СНГ.
Л. Т. Нечаева является научным руководителем аспирантов по методике преподавания японского языка. Среди защищённых диссертаций: «Система обучения иероглифической письменности», «Методическая типология трудностей как основа обучения грамматике японского языка на начальном этапе», «Особенности обучения японскому языку студентов — международников», «Использование комиксов (манга) при обучении японскому языку».

## Награды
- Орден Восходящего солнца III степени (Япония, 2015)[2][3]